# Ventesal
En ventesal er et rum i en større bygning, fx en jernbanestation eller busstation, hvor den rejsende kan vente på toget eller bussen beskyttet mod vind og vejr. Ventesalen vil som hovedregel være forsynet med bænke til at sidde på, og i tilknytning til ventesalen kan være andre faciliteter fx billetsalg, kiosk og toiletter. Desuden vil man som regel kunne finde køreplaner for de forbindelser, der er med det pågældende stoppested. Ventesalen vil ofte, men ikke altid, kunne opvarmes.